# Brent Peterson
Brent Peterson (Calgary, Alberta, 20 de julio de 1972) es un exjugador profesional canadiense de hockey sobre hielo. Peterson, extremo izquierdo, jugó 56 partidos durante tres temporadas con el Tampa Bay Lightning de la Liga Nacional de Hockey (NHL), anotando nueve goles y ayudando en uno. Después de sus tres temporadas en la NHL, Peterson pasó cuatro temporadas en Europa, jugando para equipos en Suiza y Alemania.

## Primeros años
Peterson se unió a los Thunder Bay Flyers de la Liga de Hockey de Estados Unidos para la temporada 1990-91, a la edad de dieciocho años. En 48 partidos de la temporada regular, anotó 27 goles y 40 asistencias, y sumó ocho goles y nueve asistencias en 10 partidos de playoff. En 1991-92, Peterson comenzó a jugar hockey universitario con los Huskies de Michigan Tech de la Western Collegiate Hockey Association. Después de anotar 20 puntos en la temporada 1992-93, Peterson aumentó su total de puntos a 42 en 1993-94. En 1994-95, marcó 25 goles y tuvo 21 asistencias; ambos totales fueron los más altos de su carrera universitaria, al igual que sus 46 puntos. La producción estadística de Peterson disminuyó ligeramente en su última temporada universitaria, 1995-96, cuando marcó 20 goles y 16 asistencias.

## Carrera profesional
En el Borrador Suplementario de la NHL de 1993, Peterson fue elegido como la tercera selección general por el Tampa Bay Lightning. Después del final de su carrera universitaria, fue enviado a los Caballeros de Atlanta, el afiliado de Lightning en la liga menor de la Liga Internacional de Hockey (IHL). Con los Knights, Peterson sumó 28 puntos en 69 partidos de la temporada regular, pero se quedó sin goles en tres partidos de playoff. En 1996-97, Peterson pasó la mayor parte de su tiempo jugando con el Adirondack Red Wings de la Liga Americana de Hockey, para quien anotó 45 puntos en la temporada regular y cuatro en los playoffs. Durante esa temporada, hizo su debut en la NHL con el Lightning, y marcó dos goles en 17 partidos. En la temporada 1997-98, Peterson volvió a dividir el tiempo entre la NHL y el hockey de ligas menores; anotó cinco goles en 19 partidos con el Lightning, y 20 goles y 39 asistencias con el Milwaukee Admirals del IHL. Jugó sus últimos partidos de la NHL en la temporada 1998-99, cuando marcó dos goles y su única asistencia de la NHL en 20 partidos con el Lightning. Además, marcó 13 goles y 12 asistencias en 35 partidos con dos clubes de DIH.
En marzo de 1999, el Lightning vendió Peterson a la organización Pittsburgh Penguins. Se convirtió en un agente libre después de la temporada, y los Depredadores de Nashville lo contrataron. Durante la temporada 1999-00, Peterson pasó toda la campaña con los Admirals, el afiliado del DIH de los Predators, anotando 32 puntos en la temporada regular y cinco en los playoffs. Peterson se mudó a Europa para la temporada 2000-01, comenzando la temporada con el SCL Tigers en la Liga Nacional A de Suiza. En 10 partidos, anotó tres goles y dos asistencias antes de mudarse a Alemania para jugar con los Kassel Huskies de la Deutsche Eishockey Liga. Peterson terminó la temporada 2000-2001 con los Tigres y pasó tres temporadas más con el club; su mejor temporada estadística en Alemania fue 2002-2003, cuando tuvo 25 puntos en la temporada regular, junto con tres en los playoffs. 